# La ruta Morancos
La ruta Morancos es un programa de televisión producido por RTVE y emitido por La 1 de Televisión Española. El formato se estrenó el 13 de septiembre de 2024.

## Formato
César Cadaval y Jorge Cadaval recorren varios pueblos de la España más rural en un Camino hacia Santiago con sello propio. El nuevo programa combina el docu-reality con lo mejor de un road trip y las risas que surgen con Los Morancos en versión talk show. El programa estará llena de emociones e historias con personajes inolvidables y divertidos en situaciones que, en muchos casos, serán tremendamente hilarantes. Su propósito será reivindicar que España está llena de buena gente que por su solidaridad, talento o esfuerzo merecen ser conocidas.

## Equipo del programa

### Técnico
Dirección
- Begoña Marín
- Anina Gutiérrez

Realización
- Israel Villahoz

Guion
- Jose Pérez Sarriá
- Raúl Silvestre Pérez
- Lolo Seda

Sonido
- Marc Garcón
- Juan Antonio Andrés

Producción
- Macarena Rey
- Ruth Martínez

## Temporadas y audiencias
| Temporada | Temporada | Emisiones | Estreno                  | Final                   | Audiencia media | Audiencia media | Audiencia media |
| Temporada | Temporada | Emisiones | Estreno                  | Final                   | Espectadores    | Share           |                 |
| --------- | --------- | --------- | ------------------------ | ----------------------- | --------------- | --------------- | --------------- |
|           | 1         | 8         | 13 de septiembre de 2024 | 22 de noviembre de 2024 | 675 000         | 6,1%            |                 |

### Temporada 1 (2024)
| N.º Temp. | Comunidad Autónoma   | Destino                               | Fecha de emisión | Audiencia      |
| --------- | -------------------- | ------------------------------------- | ---------------- | -------------- |
| 1         | Andalucía            | Sevilla, Almodóvar del Río, Posadas   | 13/09/2024       | 759 000 (7,4%) |
| 2         | Comunidad Valenciana | Bocairente y Bañeres                  | 20/09/2024       | 633 000 (6,0%) |
| 3         | Extremadura          | Aldeanueva del Camino y Hervás        | 27/09/2024       | 764 000 (7,2%) |
| 4         | Castilla y León      | Cuéllar y Real Sitio de San Ildefonso | 04/10/2024       | 600 000 (5,6%) |
| 5         | Cataluña             | Lladurs y Solsona                     | 11/10/2024       | 620 000 (5,8%) |
| 6         | País Vasco           | Ondárroa y Motrico                    | 18/10/2024       | 616 000 (5,5%) |
| 7         | Asturias             | Colunga y Lastres                     | 08/11/2024       | 673 000 (5,9%) |
| 8         | Galicia              | Catoira y Santiago de Compostela      | 22/11/2024       | 632 000 (5,5%) |